# Macintosh SE
Le Macintosh SE a été lancé par Apple en même temps que le Macintosh II en mars 1987. Il avait un nouveau boîtier platinium au lieu du boîtier beige des précédents Macintosh. Il innovait en étant le premier Macintosh à intégrer un espace pour un disque dur interne ainsi qu'un slot d'extension interne (d'où le nom SE, pour System Expansion). Il intégrait aussi deux ports ADB (Apple Desktop Bus) pour brancher la souris et le clavier. Lorsque le Macintosh SE/30 fut commercialisé début 1989, Apple proposa une carte mère de SE/30 comme extension optionnelle aux possesseurs de Macintosh SE.
Il fut remplacé en août 1989 par le Macintosh SE FDHD, qui intégrait en standard un disque dur interne de 40 Mo ainsi qu'un lecteur de disquette 3,5" de 1,44 Mo.

## Modèles commercialisés
En 1987 on pouvait choisir entre trois modèles différents :
1. Macintosh SE avec disque dur interne 20SC Macintosh avec 20 mégaoctets de capacité,
2. Modèle sans disque dur interne mais avec un deuxième lecteur de disquette 3,5" intégré,
3. Un modèle avec un ou deux lecteurs de disquettes et un disque dur externe 20 SC. Ce modèle tournait avec un disque dur Rodime Systems Fileguard[1].

## Caractéristiques
| Fréquence du CPU         | 8 MHz                  |
| Fréquence du Bus système | 8 MHz                  |
| Type de ROM              | Macintosh ROM          |
| Taille de la ROM         | 256k                   |
| Cache de premier niveau  | Aucun                  |
| RAM                      | 1 ou 2 Mo              |
| RAM maximum              | 4 Mo                   |
| Type de RAM              | 30-pin SIMM            |
| Vitesse de la RAM        | 150 ns                 |
| Écran                    | 9 pouces en monochrome |
| Résolution               | 512 par 342 pixels     |
| Disque dur               | 20 à 40 Mo en SCSI     |
| Dimensions (cm)          | 34.5 x 24.6 x 27.7     |
| Masse                    | 7.7 kg                 |